# Roman Jebavý
Roman Jebavý (Turnov, 16 novembre 1989) è un ex tennista ceco.
Ha ottenuto i migliori risultati in doppio, specialità nella quale ha vinto 4 tornei del circuito maggiore e ha raggiunto il 43º posto nel ranking ATP nel marzo 2019. Il 7 maggio 2017 ha conquistato il suo primo titolo ATP in doppio, quello stesso anno ha diradato le sue presenze in singolare e dal 2019 al ritiro nel 2024 ha giocato esclusivamente in doppio salvo un torneo nel 2023.

## Carriera
Specialista del doppio, non è mai riuscito ad accedere al tabellone principale in un torneo ATP in singolare.

### 2004 - 2014: inizi e primi titoli ITF e Challenger
Fa il suo esordio tra i professionisti in coppia con Ľubomír Majšajdr al Futures di Most a fine maggio 2004. Il 29 maggio 2005 perde la sua prima finale a Jablonec nad Nisou, in coppia con Dušan Hajatko viene sconfitto da Daniel Lustig e Josef Neštický per 4-6, 2-6. Nel maggio 2008 vince i primi titoli da professionista al Futures Czech Republic F1 di Teplice, nella finale di singolare batte Martin Vaceke si impone anche nella finale di doppio in coppia con Filip Zeman. Nel 2013 disputa le sue prime finali nel circuito Challenger nei tornei di doppio di Cordenons e Fergana. Dopo aver vinto 36 titoli in doppio nel circuito ITF, nel 2014 vince il primo titolo in un torneo Challenger a Praga in coppia con Jiří Veselý, battendo in finale Lee Hsin-han / Zhang Ze per 6-1, 6-3.

### 2017: due titoli ATP
Il 7 maggio vince il torneo ATP di Istanbul in coppia con Jiří Veselý, superando in finale Tuna Altuna e Alessandro Motti per 6-0, 6-0. A fine settembre vince il secondo titolo stagionale a San Pietroburgo, dove in coppia con Matwé Middelkoop supera con un doppio 6-4 Julio Peralta e Horacio Zeballos.

## Statistiche
Aggiornate al 24 marzo 2024.

### Doppio

#### Vittorie (4)
| Legenda doppio       |
| Grande Slam (0)      |
| ATP Finals (0)       |
| ATP Masters 1000 (0) |
| ATP Tour 500 (0)     |
| ATP Tour 250 (4)     |

| N. | Data              | Torneo                               | Superficie  | Compagno         | Avversari in finale                 | Punteggio   |
| 1. | 7 maggio 2017     | Istanbul Open, Istanbul              | Terra rossa | Jiří Veselý      | Tuna Altuna Alessandro Motti        | 6-0, 6-0    |
| 2. | 24 settembre 2017 | St. Petersburg Open, San Pietroburgo | Cemento (i) | Matwé Middelkoop | Julio Peralta Horacio Zeballos      | 6-4, 6-4    |
| 3. | 4 agosto 2018     | Austrian Open Kitzbühel, Kitzbühel   | Terra rossa | Andrés Molteni   | Daniele Bracciali Federico Delbonis | 6-2, 6-4    |
| 4. | 10 febbraio 2019  | Córdoba Open, Córdoba                | Terra rossa | Andrés Molteni   | Máximo González Horacio Zeballos    | 6-4, 7-6(4) |

#### Finali perse (4)
| Legenda              |
| Grande Slam (0)      |
| ATP Finals (0)       |
| ATP Masters 1000 (0) |
| ATP Tour 500 (0)     |
| ATP Tour 250 (4)     |

| N. | Data              | Torneo                                     | Superficie  | Compagno         | Avversari in finale             | Punteggio        |
| 1. | 26 maggio 2018    | Open Parc Auvergne-Rhône-Alpes Lyon, Lione | Terra rossa | Matwé Middelkoop | Nick Kyrgios Jack Sock          | 5-7, 6-2, [9-11] |
| 2. | 21 luglio 2018    | Croatia Open Umag, Umago                   | Terra rossa | Jiří Veselý      | Robin Haase Matwé Middelkoop    | 4-6, 4-6         |
| 3. | 23 settembre 2018 | St. Petersburg Open, San Pietroburgo       | Cemento (i) | Matwé Middelkoop | Matteo Berrettini Fabio Fognini | 6(6)-7, 6(4)-7   |
| 4. | 31 luglio 2021    | Austrian Open Kitzbühel, Kitzbühel         | Terra rossa | Matwé Middelkoop | Alexander Erler Lucas Miedler   | 5-7, 6(5)-7      |

### Tornei minori

#### Doppio

##### Vittorie (59)
| Legenda         |
| Challenger (15) |
| Futures (44)    |

| N.  | Data              | Torneo                                              | Superficie    | Compagno          | Avversari in finale                   | Punteggio              |
| 1.  | 14 giugno 2014    | TK Sparta Praga Challenger, Praga                   | Terra rossa   | Jiří Veselý       | Lee Hsin-han Zhang Ze                 | 6-1, 6-3               |
| 2.  | 2 agosto 2014     | Liberec Open, Liberec                               | Terra rossa   | Jaroslav Pospíšil | Ruben Gonzales Sean Thornley          | 6-4, 6-3               |
| 3.  | 21 settembre 2014 | ATP Challenger Trophy, Trnava                       | Terra rossa   | Jaroslav Pospíšil | Stephan Fransen Robin Haase           | 6-4, 6-2               |
| 4.  | 20 giugno 2015    | Poprad-Tatry ATP Challenger Tour, Poprad            | Terra rossa   | Jan Šátral        | Norbert Gombos Adam Pavlásek          | 6-2, 6-2               |
| 5.  | 3 settembre 2016  | Città di Como Challenger, Como                      | Terra rossa   | Andrej Martin     | Nils Langer Gerald Melzer             | 3-6, 6-1, [10-5]       |
| 6.  | 17 settembre 2016 | Banja Luka Challenger, Banja Luka                   | Terra rossa   | Jan Šátral        | Andrea Arnaboldi Maximilian Neuchrist | 7–6(3), 4-6, [10-7]    |
| 7.  | 14 ottobre 2016   | Morocco Tennis Tour - Casablanca II, Casablanca     | Terra rossa   | Andrej Martin     | Antonio Šančić Dino Marcan            | 6-4, 6-2               |
| 8.  | 18 febbraio 2017  | Challenger La Manche, Cherbourg                     | Cemento (i)   | Igor Zelenay      | Tristan-Samuel Weissborn Dino Marcan  | 7–6(4), 6(4)–7, [10-6] |
| 9.  | 21 maggio 2017    | Heilbronner Neckarcup, Heilbronn                    | Terra rossa   | Antonio Šančić    | Adil Shamasdin Igor Zelenay           | 6-4, 6-1               |
| 10. | 20 agosto 2017    | Internazionali del Friuli Venezia Giulia, Cordenons | Terra rossa   | Zdeněk Kolář      | Matwé Middelkoop Igor Zelenay         | 6-2, 6-3               |
| 11. | 4 novembre 2017   | Challenger Eckental, Eckental                       | Sintetico (i) | Sander Arends     | Ken Skupski Neal Skupski              | 6-2, 6-4               |
| 12. | 7 agosto 2021     | Liberec Open, Liberec                               | Terra rossa   | Igor Zelenay      | Geoffrey Blancaneaux Maxime Janvier   | 6-2, 6(6)–7, [10-5]    |
| 13. | 9 ottobre 2021    | Sánchez-Casal Cup, Barcellona                       | Terra rossa   | Harri Heliövaara  | Nuno Borges Francisco Cabral          | 6-4, 6-3               |
| 14. | 6 novembre 2021   | Challenger Eckental, Eckental                       | Sintetico (i) | Jonny O'Mara      | Ruben Bemelmans Daniel Masur          | 6-4, 7-5               |
| 15. | 2 aprile 2022     | Andalucía Challenger, Marbella                      | Terra rossa   | Philipp Oswald    | Hugo Nys Jan Zieliński                | 7–6(6), 3-6, [10-3]    |

##### Sconfitte (48)
| Legenda         |
| Challenger (25) |
| Futures (23)    |

| N.  | Data              | Torneo                                                      | Superficie    | Compagno                | Avversari in finale                       | Punteggio              |
| 1.  | 17 agosto 2013    | Internazionali del Friuli Venezia Giulia, Cordenons         | Terra rossa   | Norbert Gombos          | Franko Škugor Marin Draganja              | 4-6, 4-6               |
| 2.  | 28 settembre 2013 | Fergana Challenger, Fergana                                 | Cemento       | Ilija Bozoljac          | Farrukh Dustov Malek Jaziri               | 3-6, 3-6               |
| 3.  | 15 novembre 2014  | Internazionali Città di Brescia, Brescia                    | Cemento (i)   | Blazej Koniusz          | Illja Marčenko Denys Molčanov             | 6(4)–7, 3-6            |
| 4.  | 22 novembre 2014  | Internazionali di Castel del Monte, Andria                  | Cemento (i)   | Andreas Siljestrom      | Patrick Grigoriu Costin Paval             | 6(4)–7, 7–6(4), [5-10] |
| 5.  | 2 maggio 2015     | Ostrava Open Challenger, Ostrava                            | Terra rossa   | Jan Šátral              | Andrej Martin Hans Podlipnik-Castillo     | 6-4, 5-7, [1-10]       |
| 6.  | 13 agosto 2016    | ATP Challenger Trophy, Trnava                               | Terra rossa   | Tomasz Bednarek         | Sander Gillé Joran Vliegen                | 2-6, 5-7               |
| 7.  | 20 agosto 2016    | Internazionali del Friuli Venezia Giulia, Cordenons         | Terra rossa   | Zdeněk Kolář            | Andre Begemann Aljaksandr Bury            | 7-5, 4-6, [9-11]       |
| 8.  | 7 ottobre 2016    | Mohammedia Open, Mohammedia                                 | Terra rossa   | Andrej Martin           | Antonio Šančić Dino Marcan                | 6(3)–7, 4-6            |
| 9.  | 5 novembre 2016   | Challenger Eckental, Eckental                               | Sintetico (i) | Andrej Martin           | Kevin Krawietz Albano Olivetti            | 7–6(8), 4-6, [7-10]    |
| 10. | 26 novembre 2016  | Internazionali di Castel del Monte, Andria                  | Cemento (i)   | Zdeněk Kolář            | Matwe Middelkoop Wesley Koolhof           | 3-6, 3-6               |
| 11. | 21 gennaio 2017   | Koblenz Open, Coblenza                                      | Cemento (i)   | Lukáš Rosol             | Hans Podlipnik-Castillo Andrėj Vasileŭski | 5-7, 6-3, [14-16]      |
| 12. | 10 giugno 2017    | Czech Open, Prostějov                                       | Terra rossa   | Hans Podlipnik-Castillo | Guillermo Durán Andrés Molteni            | 6(5)–7, 7–6(5), [6-10] |
| 13. | 27 agosto 2017    | Internazionali di Manerbio, Manerbio                        | Terra rossa   | Michail Elgin           | Romain Arneodo Hugo Nys                   | 6-4, 6(3)–7, [5-10]    |
| 14. | 2 novembre 2019   | Challenger Eckental, Eckental                               | Sintetico (i) | Sander Arends           | Ken Skupski John-Patrick Smith            | 6(2)–7, 4-6            |
| 15. | 9 novembre 2019   | Slovak Open, Bratislava                                     | Cemento (i)   | Igor Zelenay            | Frederik Nielsen Tim Pütz                 | 6-4, 6(4)–7, [9-11]    |
| 16. | 19 giugno 2021    | Czech Open, Prostějov                                       | Terra rossa   | Zdeněk Kolář            | Oleksandr Nedovjesov Gonçalo Oliveira     | 6-1, 6(5)–7, [6-10]    |
| 17. | 12 marzo 2022     | Challenger di Roseto degli Abruzzi, Roseto degli Abruzzi    | Terra rossa   | Philipp Oswald          | Jan Zieliński Hugo Nys                    | 6(5)–7, 6-4, [3-10]    |
| 18. | 3 giugno 2022     | Czech Open, Prostějov                                       | Terra rossa   | Andrej Martin           | Yuki Bhambri Saketh Myneni                | 3-6, 5-7               |
| 19. | 9 luglio 2022     | Braunschweig Open, Braunschweig                             | Terra rossa   | Adam Pavlásek           | Jan-Lennard Struff Marcelo Demoliner      | 4-6, 5-7               |
| 20. | 6 agosto 2022     | Liberec Open, Liberec                                       | Terra rossa   | Adam Pavlásek           | Neil Oberleitner Philipp Oswald           | 6(5)–7, 2-6            |
| 21. | 17 settembre 2022 | Szczecin Open, Stettino                                     | Terra rossa   | Adam Pavlásek           | Andrea Vavassori Dustin Brown             | 4-6, 7-5, [8-10]       |
| 22. | 17 settembre 2022 | Genoa Open Challenger, Genova                               | Terra rossa   | Adam Pavlásek           | Andrea Vavassori Dustin Brown             | 2-6, 2-6               |
| 23. | 28 gennaio 2023   | Ottignies-Louvain-la-Neuve Open, Ottignies-Louvain-la-Neuve | Cemento (i)   | Adam Pavlásek           | Romain Arneodo Tristan-Samuel Weissborn   | 4-6, 3-6               |
| 24. | 1º luglio 2023    | Modena Challenger, Modena                                   | Terra rossa   | Vladyslav Manafov       | William Blumberg Luis David Martínez      | 4-6, 4-6               |
| 25. | 23 marzo 2024     | Zadar Open, Zara                                            | Terra rossa   | Zdeněk Kolář            | Manuel Guinard Gregoire Jacq              | 4-6, 4-6               |

## Risultati in progressione
| Sigla | Risultato               |
| ----- | ----------------------- |
| V     | Vincitore               |
| F     | Finalista               |
| SF    | Semifinalista           |
| O     | Oro olimpico            |
| A     | Argento olimpico        |
| SF    | Bronzo olimpico         |
| QF    | Quarti di Finale        |
| 4T    | Quarto turno            |
| 3T    | Terzo turno             |
| 2T    | Secondo turno           |
| 1T    | Primo turno             |
| RR    | Round Robin             |
| LQ    | Turno di qualificazione |
| A     | Assente                 |
| ND    | Non disputato           |

| Legenda superfici    |
| -------------------- |
| Cemento              |
| Terra battuta        |
| Erba                 |
| Superficie variabile |

### Singolare
Nessuna partecipazione

### Doppio
| Tornei Grande Slam         |     |               |               |               |               |     |               |               |     |
| Australian Open, Melbourne | A   | A             | 1T            | 1T            | 1T            | A   | A             | A             | 0-3 |
| Open di Francia, Parigi    | A   | 3T            | 1T            | 1T            | A             | A   | 1T            |               | 2-4 |
| Wimbledon, Londra          | A   | 1T            | 2T            | 3T            | ND            | 1T  | 1T            |               | 3-5 |
| US Open, New York          | A   | 1T            | 3T            | 1T            | A             | A   | A             |               | 2-3 |
| Vittorie-Sconfitte         | 0-0 | 2-3           | 3-4           | 2-4           | 0-1           | 0-1 | 0-2           | 7-15          |     |
| Giochi Olimpici            |     |               |               |               |               |     |               |               |     |
| Giochi Olimpici            | A   | Non disputati | Non disputati | Non disputati | Non disputati | A   | Non disputati | Non disputati | 0-0 |
| Vittorie-Sconfitte         | 0-0 | Non disputati | Non disputati | Non disputati | Non disputati | 0-0 | Non disputati | Non disputati | 0-0 |

### Doppio misto
| Tornei Grande Slam         |     |               |               |               |     |
| Australian Open, Melbourne | A   | A             | A             | A             | 0-0 |
| Open di Francia, Parigi    | A   | A             | A             | A             | 0-0 |
| Wimbledon, Londra          | A   | 3T            | 1T            | A             | 1-2 |
| US Open, New York          | A   | A             | 1T            | A             | 0-1 |
| Vittorie-Sconfitte         | 0-0 | 1-1           | 0-2           | 0-0           | 1-3 |
| Giochi Olimpici            |     |               |               |               |     |
| Giochi Olimpici            | A   | Non disputati | Non disputati | Non disputati | 0-0 |
| Vittorie-Sconfitte         | 0-0 | Non disputati | Non disputati | Non disputati | 0-0 |